# Stonychophora minor
Stonychophora minor är en insektsart som beskrevs av Kjell Ernst Viktor Ander 1938. Stonychophora minor ingår i släktet Stonychophora och familjen grottvårtbitare. Inga underarter finns listade i Catalogue of Life.